# Tokizo Ichihashi
Tokizo Ichihashi (市橋 時蔵, Ichihashi Tokizo, né le 9 juin 1909) est un footballeur japonais.